# بلی پوتوک (بلگراد)
بلی پوتوک (به صربی: Beli Potok) یک منطقهٔ مسکونی در صربستان است که در Voždovac واقع شده‌است. بلی پوتوک ۱۵٫۵۲ کیلومتر مربع مساحت دارد.